# Бернд Йенцш
Бернд Йенцш (на немски: Bernd Jentzsch) е германски писател, автор на стихотворения, есета и разкази.

## Биография
Бернд Йенцш е роден на 27 януари 1940 г. в саксонския град Плауен. От 1960 до 1965 г. следва германистика и история на изкуството в Лайпциг и Йена.
От 1965 до 1974 г. работи в издателство Нойес Лебен в Източен Берлин. Става инициатор и редактор на поетическата поредица „Поезиалбум“, в която публикуват за първи път многобройни млади лирици от ГДР и за първи път се представят на читателската публика в ГДР съвременни чуждестранни поети.
През 1965 г. участва в заседанията на свободното литературно сдружение Група 47.
През 1976 г. Йенцш не се завръща в ГДР след пребиваване с учебна цел в Швейцария, понеже е застрашен от наказателни действия поради протеста си срещу отнемането на гражданство на поета Волф Бирман.
От 1977 до 1984 г. е редактор във Валтер Ферлаг в Олтен, а междувременно през 1982 г. е гост-професор в Oberlin College, САЩ.
През 1991 г. Бернд Йенцш става директор на новосъздадения Немски литературен институт в Лайпциг – наследник на социалистическия Институт за литература „Йоханес Р. Бехер“ и изпълнява тази длъжност до 1999 г.
През януари 2010 г. Йенцш напуска Саксонската академия на изкуствата и Свободната академия на изкуствата в Лайпциг в знак на протест срещу „промъкването“ в академиите на стари кадри и протежета на комунистическия режим.

## Награди и отличия
- 1968: Bobrowski-Medaille
- 1978: Werkpreis des Kantons Zürich
- 1982: Förderpreis der Deutschen Industrie
- 1987: Märkisches Stipendium für Literatur
- 1994: „Награда Айхендорф“